# 인천광역시서구도서관
인천광역시교육청서구도서관은 인천광역시 서구 소재의 도서관이다.

## 연혁
- 2014년 3월 1일 대출자료 예약서비스 시행
- 2013년 9월 9일 도서관 소식지(E.A.S.Y. LIBRARY) 창간호 발간
- 2013년 7월 12일 디지털자료실 리모델링
- 2013년 2월 28일 한국도서관상 수상(한국도서관협회 표창)
- 2012년 11월 오디오북 서비스 개시
- 2011년 12월 29일 지식활동 우수기관상 수상- 우수상 및 장려상(인천광역시교육감 표창)
- 2011년 12월 29일 지식관리 우수기관 포상(인천광역시교육감 표창)
- 2011년 12월 16일 RFID 시스템 구축
- 2011년 3월 과제지원센터 설치
- 2011년 1월 3일 공공도서관 통합도서서비스 시행
- 2010년 9월 E-BOOK 서비스 개시
- 2010년 7월 2일 웹접근성 강화 홈페이지 개편
- 2010년 3월 2009년 교육청 성과관리 우수기관 선정
- 2009년 12월 31일 지식활동 최우수기관상 수상(인천광역시교육감 표창)
- 2009년 8월 종합자료실 리모델링(제1•2자료실 통합)
- 2009년 5월 25일 공공도서관 개관시간 연장사업
- 2009년 2월 10일 DVD 관외대출 시작
- 2008년 12월 31일 지식활동 최우수기관상 수상(인천광역시교육감 표창)
- 2006년 12월 1일 학습동아리 최우수상 수상(인천광역시교육감 표창)
- 2003년 11월 1일 인천평생학습축제 "대상"수상(인하대학교 총장 표창)
- 2002년 3월 15일 한국도서관상 수상(한국도서관협회장 표창)
- 2001년 10월 30일 디지털자료실 개실
- 2000년 2월 9일 순회문고 개설
- 1999년 8월 1일 지역중심 평생학습관 지정
- 1998년 2월 16일 이동도서관 개설
- 1997년 10월 1일 인천공공도서관 전산망 구축
- 1997년 1월 17일 지역문고 개설
- 1994년 4월 1일 시범도서관 지정
- 1991년 9월 9일 개관

## 이용 안내
이용 시간
| 구분         | 평일(월 ~ 목) | 토,일요일     |
| ------------ | ------------- | ------------- |
| 종합자료실   | 09:00 ~ 20:00 | 09:00 ~ 17:00 |
| 디지털자료실 | 09:00 ~ 18:00 | 09:00 ~ 17:00 |
| 어린이자료실 | 09:00 ~ 18:00 | 09:00 ~ 17:00 |
| 열람실       | 06:00 ~ 22:00 | 06:00 ~ 22:00 |

휴관일
- 정기휴관일: 매주 금요일
- 관공서 공휴일: 토,일요일은 제외. 다만, 토, 일요일과 공휴일이 겹치는 경우 휴관
- 임시휴관일: 특별한 사유로 인하여 관장이 지정한 날